# Сотир (Грчка)
Сотир или Сотер (грч. Σωτήρας, Сотирас) је насеље у Грчкој у општини Суровичево, периферија Западна Македонија. Према попису из 2021. било је 89 становника.
На попису из 1991. године Сотир је имао 141 становника, потомака грчких избеглица.

## Становништво
| Година       | 1951 | 1961 | 1971 | 1981 | 1991 | 2001 | 2011 |
| ------------ | ---- | ---- | ---- | ---- | ---- | ---- | ---- |
| Становништво | 186  | 162  | 153  | 199  | 141  | 142  | 108  |